# Castello di Horšovský Týn
Il castello di Horšovský Týn (in ceco Zámek Horšovský Týn) si trova nell'omonimo comune del Distretto di Domažlice nella Regione di Plzeň, Repubblica Ceca. L'edificio rinascimentale è l'elemento dominante della città ed uno dei monumenti architettonici più importanti della Boemia occidentale. La sua storia inizia nel XIII secolo.

## Storia

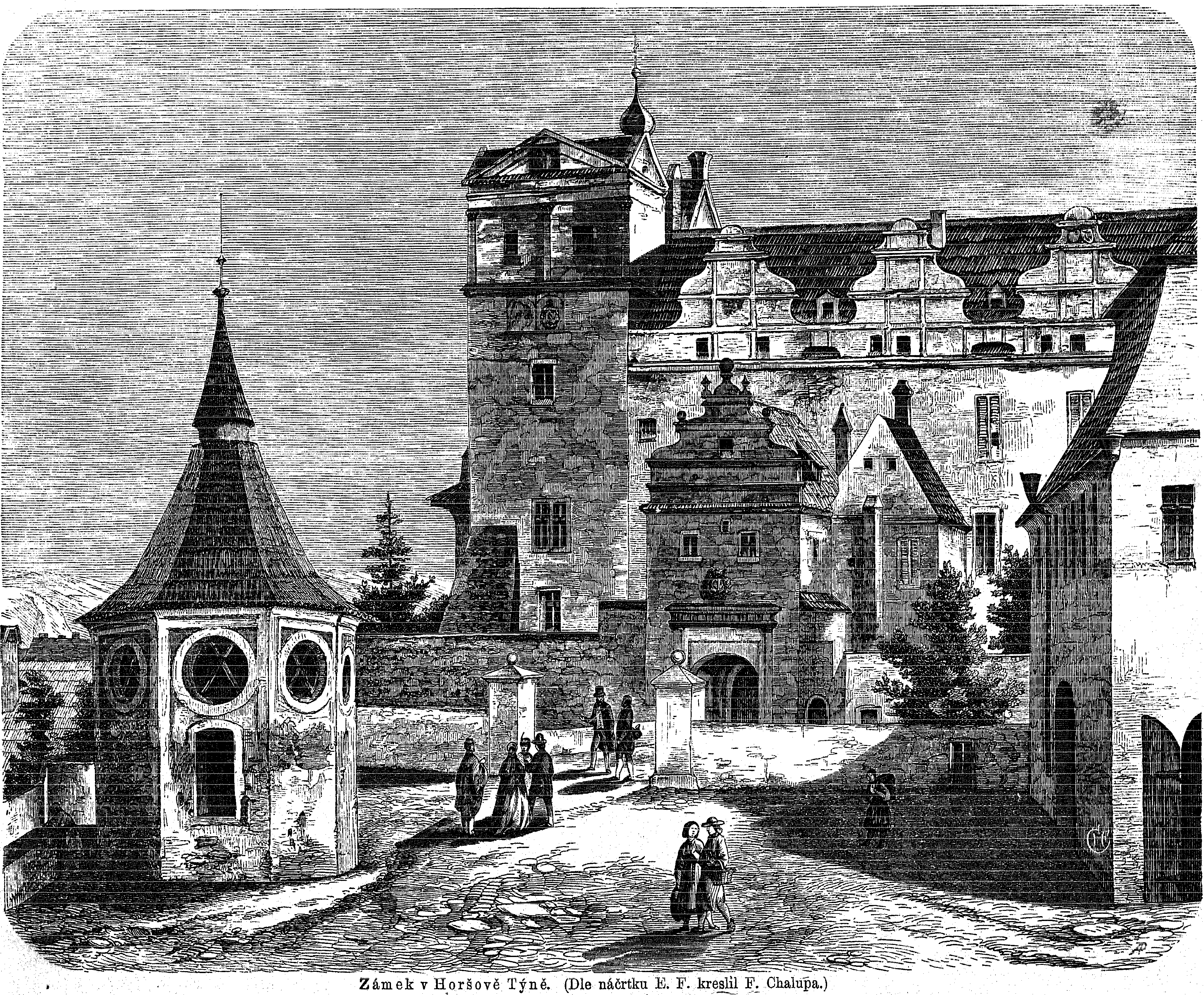
Stampa con l'immagine del castello nel 1868

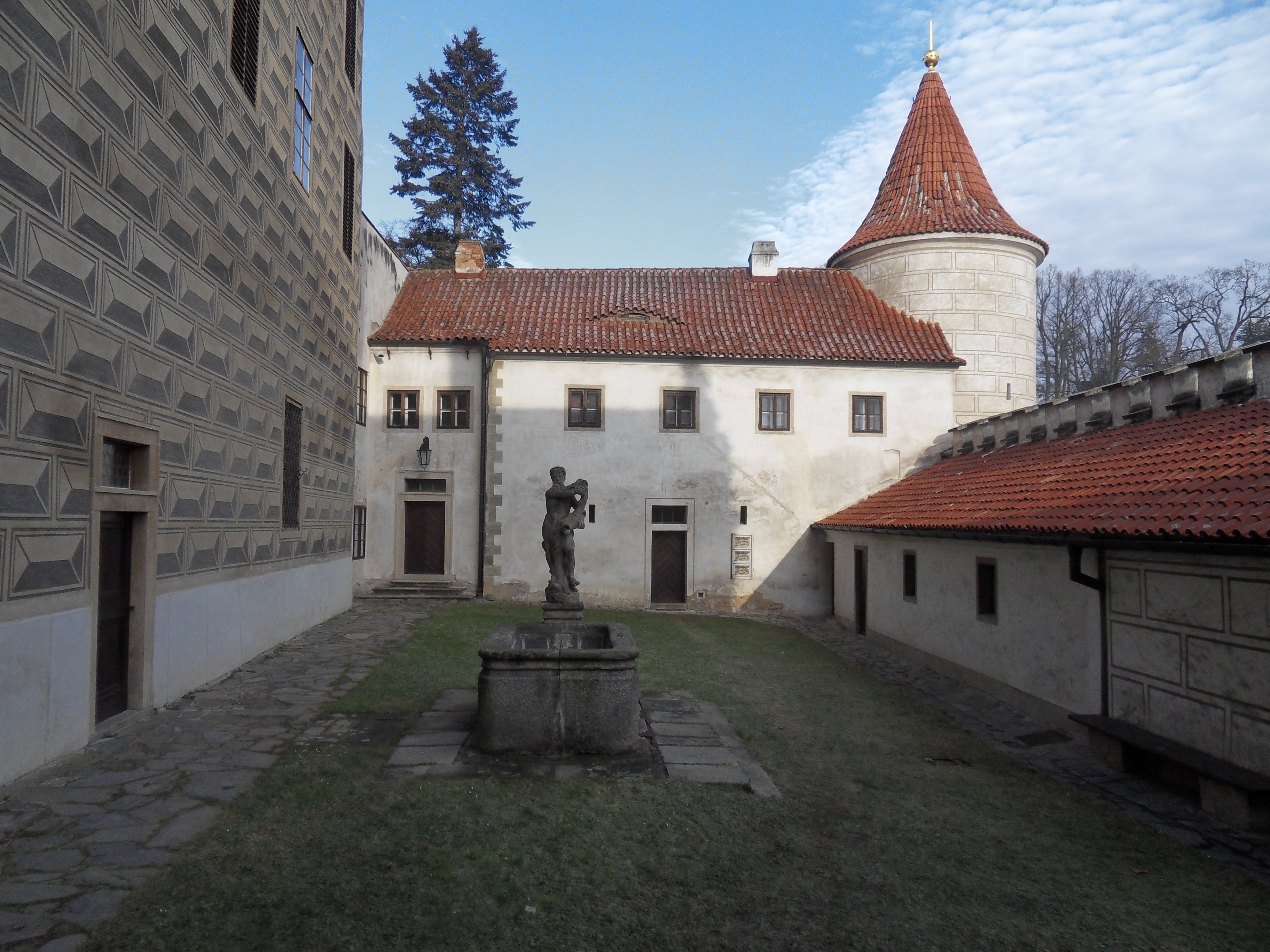
Fontana del Nettuno nel cortile del castello

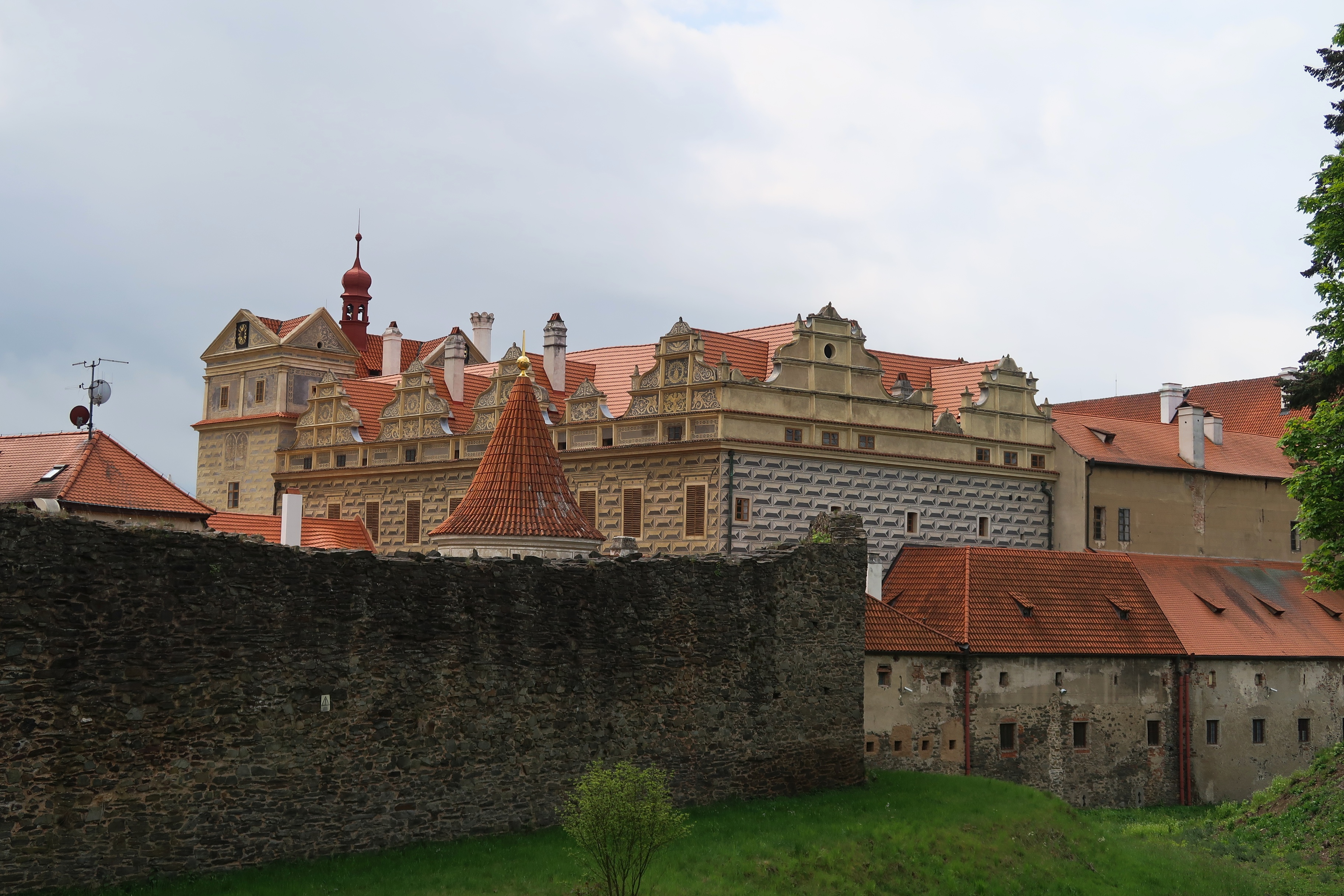
Castello con parte delle mura

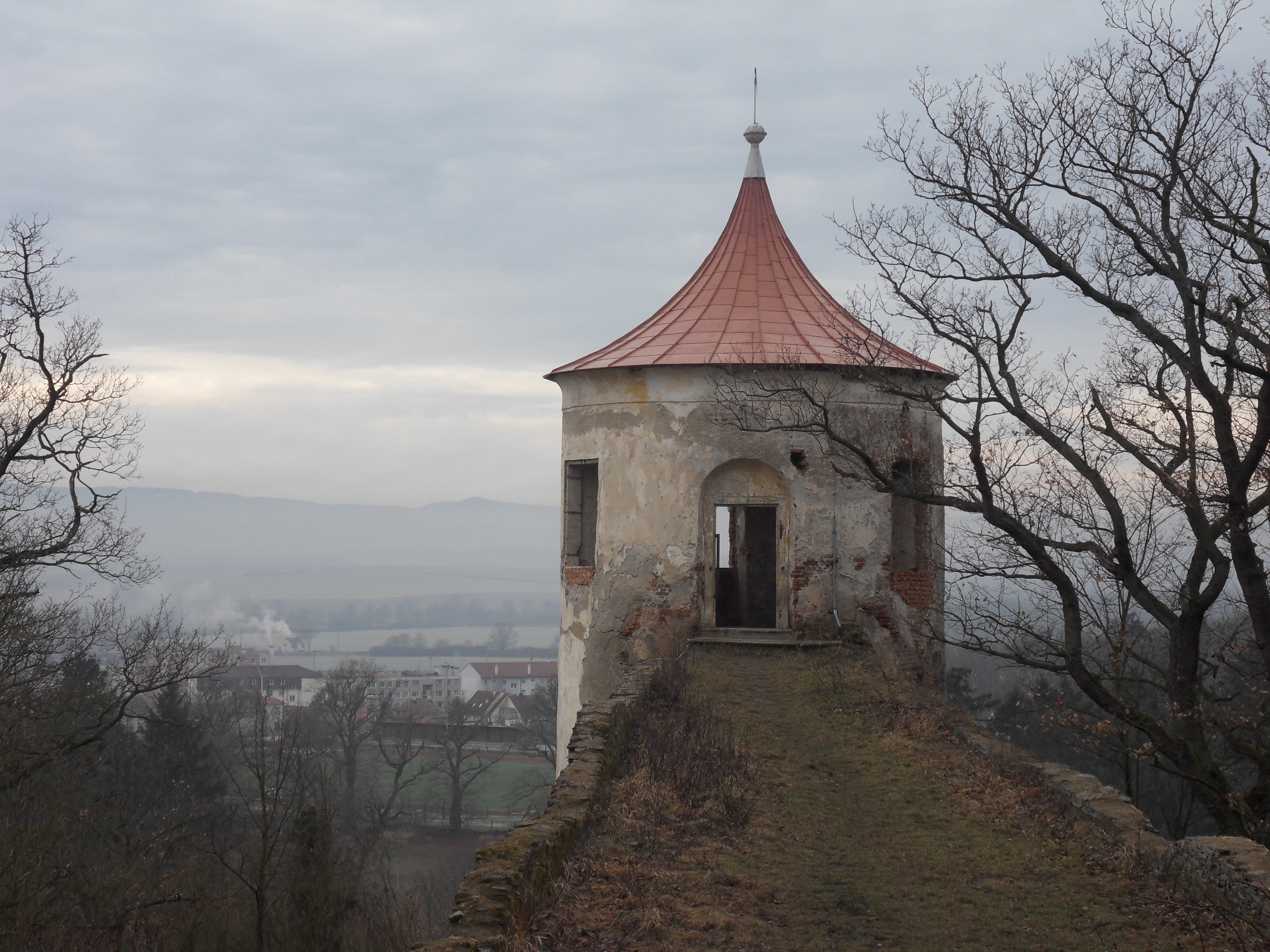
Gloriette

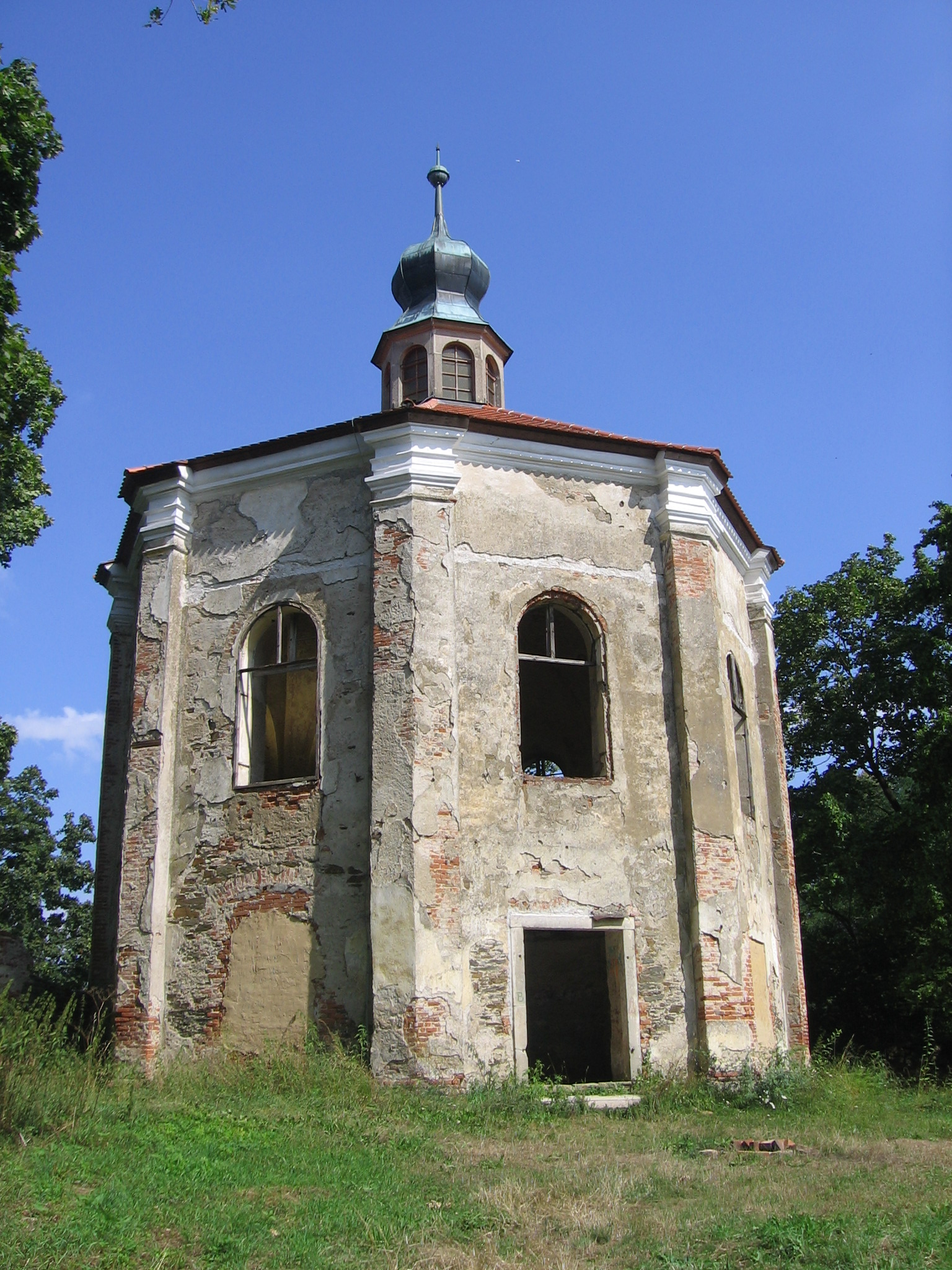
Cappella dedicata a Loreto

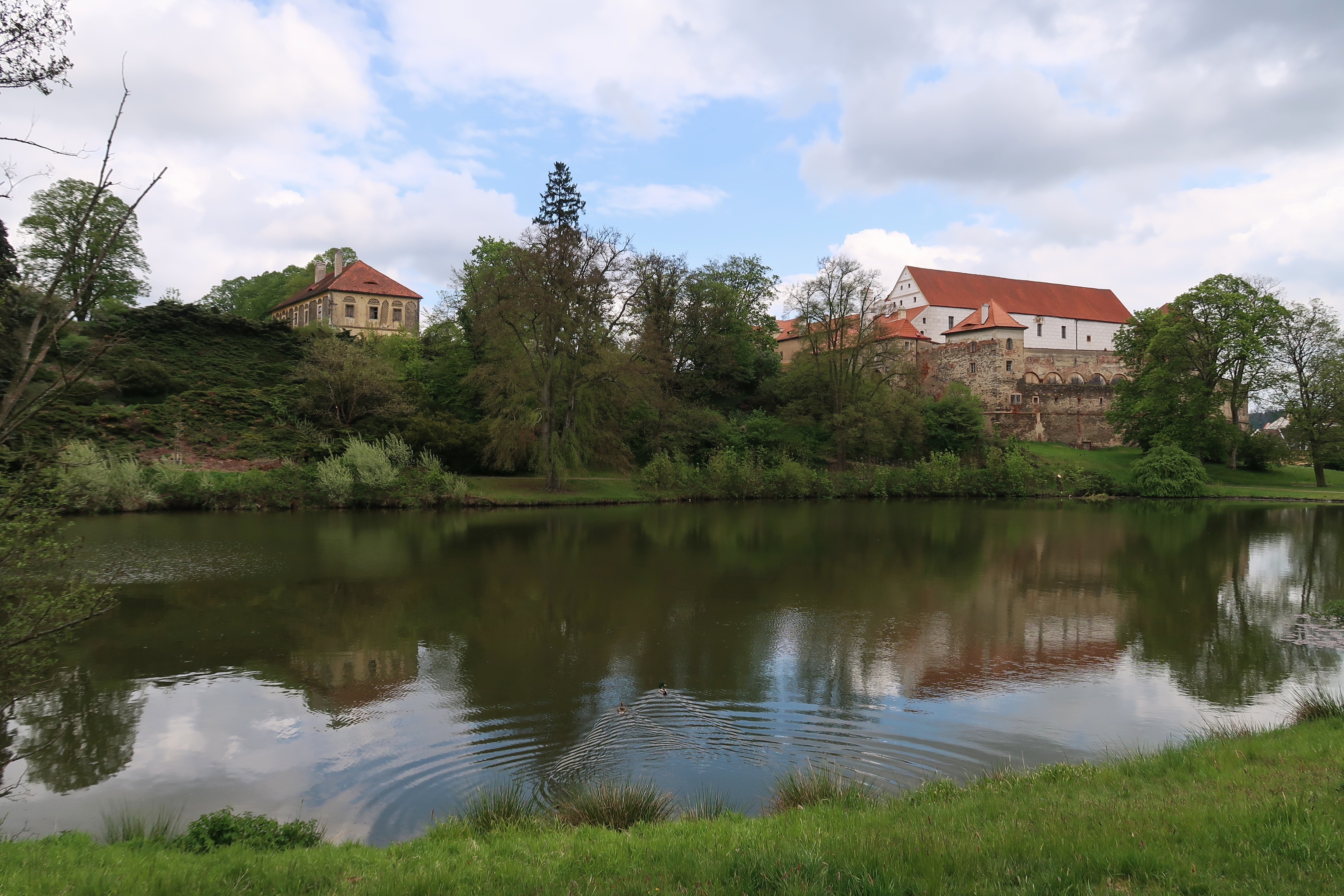
Parte del parco con il laghetto

Nella vicina Horšov già nel XII secolo esisteva una corte vescovile fortificata, ma a metà del XIII secolo questa non soddisfaceva più le esigenze difensive del suo tempo e per questo motivo i vescovi di Praga fecero costruire un castello fortificato, simile a una chiesa del primo gotico, su uno sperone roccioso. Del primitivo castello vescovile restano le cantine in stile gotico gotiche e la cappella della Santissima Trinità. Dopo il 1547 iniziò la sua graduale ricostruzione che portò a modifiche secondo stile barocco, imperiale e neorinascimentale, queste ultime alla fine del XIX secolo. Dopo la metà del XIV secolo i primi a far eseguire lavori furono gli arcivescovi Ernesto di Pardubice e Jan z Jenštejna. Durante le guerre hussite il castello passò al burgravio Zdeněk di Dršťka e nel 1535 fu acquistato dai Lobkowicz. Nel 1547 un incendio colpì il paese e il castello e negli interventi che ne seguirono per la sua ricostruzione Johann III Popel von Lobkowitz lo fece trasformare in una residenza rinascimentale. Dopo la metà del XVI secolo Kryštof von Lobkowitz fece ampliare il complesso facendo costruire nel parco del castello il loret, la sala da ballo, la gloriette, parte delle fortificazioni esterne del castello e l'ufficio del burgravio nel cortile occidentale. Dopo la guerra dei trent'anni il castello passò ai Trautmannsdorf. Nel 1945 la proprietà dei Trautmannsdorff venne confiscata dallo Stato.

## Descrizione
Il castello si trova in posizione dominante su uno sperone di roccia nella città di Horšovský Týn, Regione di Plzeň nella Repubblica Ceca. Il castello è prezioso storicamente e architettonicamente perché l'edificio non è stato più modificato in modo importante dopo la ricostruzione rinascimentale del XVI secolo, ad eccezione di piccole modifiche nel cortile posteriore. Rappresenta uno dei monumenti più visitati della regione. Il complesso comprende il castello vero e proprio e molte altre parti di interesse come la struttura con la sala da ballo, il granaio, il padiglione panoramico o gloriette, la cappella dedicata a Loreto, il pozzo nel cortile e la fontana con statua di Nettuno nel cortile, le fontane nel parco e vicino alle mura e il grande e visitato parco paesaggistico naturale che rispetta la forma della fine del XVIII e dell'inizio del XIX secolo. Nell'ala occidentale del castello è conservata la cappella del primo gotico, uno dei migliori esempi dell'architettura ceca del primo gotico.

### Monumento culturale della Repubblica Ceca
La tutela dei monumenti della Repubblica Ceca considera il castello di Horšovský Týn un monumento culturale tutelato col numero di catalogo 1000129698.